# Borderline (chanson de Michael Gray)
Cet article concerne la chanson de Michael Gray. Pour la chanson de Madonna, voir Borderline.
Pour les articles homonymes, voir Borderline.
Singles de Michael Gray
The Weekend
(2004) Somewhere Beyond
(2007)
Singles par Shelly Poole
Lost In You
(2006) Totally Underwater (Remix)
(2006)
Borderline est une chanson du DJ et compositeur britannique Michael Gray sortie le 13 août  2006, interprétée et coécrite par la chanteuse britannique Shelly Poole.

## Classement par pays
| Classement (2006-2007)                | Meilleure position |
| ------------------------------------- | ------------------ |
| Allemagne (Media Control AG)          | 42                 |
| Australie Australian ARIA Club Chart1 | 3                  |
| Australie (ARIA)                      | 49                 |
| Autriche (Ö3 Austria Top 40)          | 63                 |
| Europe MTV European Dancefloor Chart  | 4                  |
| Australie Australian ARIA Dance Chart | 6                  |
| Royaume-Uni UK Singles Chart          | 12                 |
| Italie Italy Singles Chart            | 32                 |
| Irlande Irish Singles Chart           | 42                 |
| Royaume-Uni UK Upfront Club Chart     | 2                  |
| Royaume-Uni UK Dance Chart            | 3                  |
| Suisse Switzerland Singles Chart      | 75                 |
| Pays-Bas Netherlands Singles Chart    | 78                 |

## Versions officielles
- "Radio Edit"
- "Original Radio Edit"
- "Original Mix"
- "Club Mix"
- "Vocal Club Mix"
- "Dennis Christopher's Vocal Mix"
- "Dennis Christopher's Dub Mix"
- "Dennis Christopher's Alternative Dub Mix"
- "Michael's Neon Wave Vocal"
- "Michael Gray's Neon Wave Dub"
- "Michael's Neon Wave Instrumental"
- "Disciples Of Sound Vocal Mix"
- "Disciples Of Sound Dub Mix"
- "Spencer & Hill Mix"
- "Ian Carey Vocal"
- "Ian Carey Dub"
- "Ian Carey Mix"
- "Lee Muddy Baker Acoustic Mix"
- "Gianluca Motta "Soho" Mix"
- "Gianluca Motta "Camden" Dub"
- "Pain and Rossini Mix"
- "Josh Peace Vocal Mix"

## Credits
- Voix: Shelly Poole
- Mix audio: Michael Gray
- Sample Replay: Mark Summers, Scorccio.com
- Guitare Basse: James Winchester
- Batterie: Michael Gray
- Ingénieurs: Michael Gray
- Claviers: Michael Gray
- Producteur: Michael Gray
- Luciana Caporaso: Photographie
- Phil Griffin: Photographie, Directeur Video
- Enregistré à Sultra Studios UK

## Vidéoclip
Michael Gray et Shelly Poole n'apparaissent pas dans le clip, c'est Keeley Malone qui est allongée sur une chaise longue avec une danseuse qui la surmonte. D'autres filles (dont Shelina Gallacher entre autres), habillées de bas noir, d'un dessous de bikini noir, d'une chemise blanche et cravate noir ainsi qu'un manteau noir, dansent sur les toits de bâtiments à Londres (la Cathédrale Saint-Paul est visible parfois dans le fond). La vidéo a été réalisée par Phil Griffin. tourné en juin 2006